# Transferts (série télévisée)
Pour les articles homonymes, voir Transfert.
Transferts est une série télévisée d’anticipation française en six épisodes de 58 minutes créée par Claude Scasso et Patrick Benedek diffusée les 16 et 23 novembre 2017 sur Arte.

## Synopsis
Dans un futur proche, Florian, ébéniste et père de famille à la vie paisible, se réveille après cinq ans de coma dans le corps de Sylvain, capitaine de police à la BATI, la brigade qui traque les personnes « transférées » (dont l'esprit a été transféré d'un corps à un autre, la science ayant entre-temps rendu cela possible). Légalisés à des fins thérapeutiques, les « transferts » sont devenus interdits à la suite de rejets appelés « contre-transferts » (comparables à la démence).

## Fiche technique
- Titre original : Transferts
- Création : Claude Scasso et Patrick Benedek
- Réalisation : Olivier Guignard et Antoine Charreyron
- Scénario : Claude Scasso et Patrick Benedek
- Producteur Exécutif : Alain Bonnet
- Photographie : Pascal Lagriffoul
- Montage : Mathieu Doll
- Production : Patrick Benedek, Joël Santoni, Sébastien Leray, Christophe Louis
- Société de production : Arte France, Filmagine, Panama Productions, Be Films
- Société de distribution :
- Pays d'origine : France
- Langue originale : français
- Format : couleur
- Genre : anticipation, science-fiction, thriller
- Durée : 58 minutes
- Dates de diffusion :
  - France : 16 novembre 2017 sur Arte

## Distribution
- Arieh Worthalter : Capitaine Sylvain Bernard / Florian Bassot
- Brune Renault : Lieutenant Béatrice Lourmel
- Toinette Laquière : Sophie Bassot
- Steve Tientcheu : Capitaine Gabriel Finan
- Pili Groyne : Liza / Woyzeck
- Patrick Descamps : Vincent Mareuil
- Patrick Raynal : Dr Michel Vautier
- Xavier Lafitte : Père Luc
- Juliette Plumecocq-Mech : Fausto
- Emilien Vekemans : Fabrice Bernard
- Aïssatou Diop : Viviane Metzger
- Balthazar Monfé : Thomas Bassot
- Zélie Rixhon : Julie Bassot
- Sébastien Chassagne : Damien Volber
- Thierry Frémont : Paul Dangeac
- Alexis Loret : Florian Bassot
- Marie Kremer : Oriane Mareuil
- Edith Scob : Alexandra Staniowska
- Jean-Marie Winling : Alexandre Syrmay
- Bastien Bouillon : Gaëtan Syrmay / Alexandre Syrmay
- Camille Voglaire : Clara
- David Quertigniez : Jacques Lantier

## Tournage
Bien que française, la série a été tournée en Belgique d'avril à juin 2016. On peut notamment y reconnaître l'ancien siège d’Axa-Royale belge, l'église du Béguinage, le Flagey, le palais des Beaux-Arts (Bozar) et le pavillon des Passions humaines à Bruxelles, ainsi que le barrage des lacs de l'Eau d'Heure.
Les deux réalisateurs ont été sélectionnés sur dossier de présentation. Le tournage des épisodes étant crossboardé, ils étaient présents tous les deux durant tout le tournage. Les attentats de Bruxelles à la veille du tournage ont compliqué les scènes de rue et la mise en scène d'une milice armée.

## Accueil
Lors de sa diffusion, la série a reçu un excellent accueil critique en France. Pour Le Parisien, c'est « un bijou de science-fiction » avec « un scénario passionnant », « un univers soigné » et « d'excellents comédiens ». « Enfin de la vraie (et bonne) science-fiction française ! » surenchérit Télé Loisirs. A ce « genre peu vu à la télévision française », comme l'indique Télé 7 jours, « se mêle un questionnement philosophique ».
Transferts « soulève de nombreuses questions en résonance avec l’actualité et porte un regard critique sur les dérives qui nous guettent : marchandisation du corps, surenchère sécuritaire… » explique La Croix. « Les six épisodes imaginés par Claude Scasso et Patrick Benedek sont pile dans l’air du temps. » selon Le Monde, « Les six chapitres sont aussi une compilation de toutes les craintes sociales contemporaines. (…) Tous les thèmes sont réunis. Tous sont abordés avec une application scrupuleuse : les dangers de la science lorsqu’elle n’est pas contrôlée, le dysfonctionnement social, la répression comme contingentement de la différence, la norme, l’altérité, la mémoire, le retour du religieux, la crise de conscience, la paranoïa et la sécurité comme réponse aux dangers de la liberté. ».
Le scénario des six épisodes est particulièrement remarqué. « La série créée par Claude Scasso et Patrick Benedek a pour elle de s’appuyer sur une histoire forte, un scénario épuré jusqu’à l’os pour restituer la substantifique moelle de sa singularité. Car Transferts crée un univers, explore une thématique, déploie un questionnement philosophique et n’oublie pas la notion de divertissement. ». Télérama ajoute que « Transferts a dû chercher un équilibre entre ses ambitions (grandes) et ses moyens (modestes). Elle y parvient en optant pour une vision du futur minimaliste et crédible. ».

## Distinctions
- Festival Séries Mania 2017 :
  - Meilleure série
  - Meilleur acteur pour Arieh Worthalter

## Édition
Le scénario intégral de la série, écrit par Claude Scasso et Patrick Benedek a été édité par Les Petits matins (maison d'édition).